# Thử nghiệm mỹ phẩm trên động vật

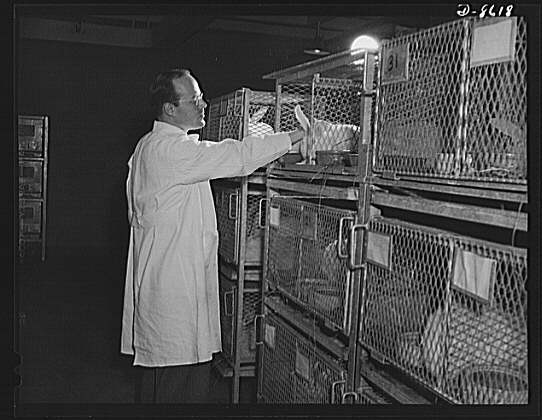
Thử nghiệm mỹ phẩm trên động vật

Thử nghiệm mỹ phẩm trên động vật là một loại thử nghiệm trên động vật được sử dụng để kiểm tra độ an toàn và tính chất chống dị ứng của các sản phẩm mỹ phẩm dành cho con người.
Vì loại thử nghiệm trên động vật này thường gây hại cho các đối tượng động vật, nên nó bị phản đối bởi những người bảo vệ quyền lợi động vật và những người khác. Thử nghiệm mỹ phẩm trên động vật bị cấm ở nhiều nơi trên thế giới, bao gồm Colombia, Liên minh Châu Âu, Vương quốc Anh, Ấn Độ và Na Uy.
Mỹ phẩm được sản xuất mà không thử nghiệm trên động vật đôi khi được gọi là "mỹ phẩm không tàn ác". Một số thương hiệu mỹ phẩm nổi tiếng không tàn ác bao gồm: E.L.F., Charlotte Tilbury, Farsali, Fenty Beauty, Fenty Skin, Glow Recipe và những thương hiệu khác. Trang web "Cruelty-Free Kitty" được tạo ra để đánh giá các thương hiệu nào là không tàn ác.  Hơn nữa, một số thương hiệu đã tham gia thử nghiệm trên động vật trong quá khứ, tuy nhiên, nếu hiện tại họ không thử nghiệm trên động vật, những sản phẩm mỹ phẩm này vẫn được coi là "không tàn ác".

## Định nghĩa
Việc sử dụng thử nghiệm trên động vật trong quá trình phát triển mỹ phẩm có thể bao gồm việc thử nghiệm sản phẩm hoàn chỉnh hoặc các thành phần riêng lẻ của sản phẩm hoàn chỉnh trên động vật, thường là thỏ, cũng như chuột, chuột lang, khỉ, chó, chuột cống và các loài động vật khác. Mỹ phẩm có thể được định nghĩa là các sản phẩm được áp dụng lên cơ thể để làm đẹp hoặc làm sạch cơ thể. Điều này bao gồm tất cả các sản phẩm chăm sóc tóc, trang điểm và sản phẩm chăm sóc da.
Cục Quản lý Thực phẩm và Dược phẩm Hoa Kỳ (FDA) đang chứng thực các phương pháp thử nghiệm trên động vật.
Việc sử dụng lại dữ liệu thử nghiệm có sẵn từ các thử nghiệm trên động vật trước đây thường không được coi là thử nghiệm mỹ phẩm trên động vật; tuy nhiên, mức độ chấp nhận của những người phản đối thử nghiệm phụ thuộc ngược lại với độ mới của dữ liệu đó.

## Phương pháp
Các phương pháp thử nghiệm mỹ phẩm trên động vật bao gồm nhiều thử nghiệm được phân loại khác nhau dựa trên khu vực mà mỹ phẩm sẽ được sử dụng. Một thành phần mới trong bất kỳ sản phẩm mỹ phẩm nào được sử dụng trong các thử nghiệm này có thể dẫn đến cái chết của ít nhất 1.400 động vật.
Thẩm thấu qua da: Chuột thường được sử dụng trong phương pháp này để phân tích sự di chuyển của hóa chất, qua việc thẩm thấu hóa chất vào dòng máu. Thẩm thấu qua da là một phương pháp giúp hiểu rõ hơn về khả năng hấp thụ của da.
Nhạy cảm da: Đây là phương pháp kiểm tra phản ứng dị ứng đối với các hóa chất khác nhau. Trong một số thử nghiệm, một chất phụ gia hóa học được tiêm để tăng cường hệ miễn dịch, thường được thực hiện trên chuột lang. Trong một số thử nghiệm, không có chất phụ gia hóa học được tiêm cùng với hóa chất thử nghiệm, hoặc hóa chất được áp dụng lên một vùng da đã cạo. Phản ứng sau đó được ghi lại qua sự thay đổi trên da.
Độc tính cấp tính: Thử nghiệm này được sử dụng để xác định mức độ nguy hiểm khi tiếp xúc với hóa chất qua miệng, da hoặc hít phải. Nó cho thấy các tác hại nguy hiểm của một chất do tiếp xúc ngắn hạn. Một lượng lớn chuột và chuột nhắt được tiêm trong các thử nghiệm Lethal Dose 50 (LD50) cho đến khi một nửa số đối tượng thử nghiệm chết. Các thử nghiệm khác có thể sử dụng số lượng động vật ít hơn nhưng có thể gây co giật, mất chức năng vận động và động kinh. Các động vật này thường sẽ bị giết sau đó để thu thập thông tin về tác động nội tạng của các hóa chất.
Thử nghiệm Draize: Đây là phương pháp thử nghiệm có thể gây kích ứng hoặc ăn mòn da hoặc mắt trên động vật, gây nhạy cảm da, nhạy cảm đường hô hấp, rối loạn nội tiết và LD50 (liều độc có thể giết chết 50% số động vật thử nghiệm).
Ăn mòn da hoặc kích ứng da: Phương pháp thử nghiệm này đánh giá khả năng của một chất gây ra tổn thương không thể phục hồi cho da. Thử nghiệm này thường được thực hiện trên thỏ và liên quan đến việc đặt hóa chất lên một vùng da đã cạo. Phương pháp này xác định mức độ tổn thương da bao gồm ngứa, viêm, sưng tấy, v.v.

## Các lựa chọn thay thế
Có nhiều phương pháp thay thế cho việc thử nghiệm trên động vật. Các nhà sản xuất mỹ phẩm không thử nghiệm trên động vật có thể sử dụng các xét nghiệm trong ống nghiệm để kiểm tra các tiêu chí có thể xác định rủi ro tiềm ẩn đối với con người với độ nhạy và độ đặc hiệu rất cao. Các công ty như CeeTox tại Hoa Kỳ (nay thuộc Cyprotex) chuyên cung cấp các dịch vụ thử nghiệm này, và các tổ chức như Trung tâm Giải pháp Thay thế cho Thử nghiệm trên Động vật (CAAT), PETA cùng nhiều tổ chức khác khuyến khích việc sử dụng các phương pháp trong ống nghiệm và các thử nghiệm không dùng động vật khác trong quá trình phát triển các sản phẩm tiêu dùng.
Sử dụng các thành phần an toàn từ danh sách 5.000 chất đã được thử nghiệm kết hợp với các phương pháp hiện đại trong thử nghiệm mỹ phẩm, nhu cầu thử nghiệm trên động vật được loại bỏ.
EpiSkin, EpiDerm, SkinEthic và BioDEpi là các mô hình da nhân tạo tái tạo trong phòng thí nghiệm, được xem là nền tảng thử nghiệm thay thế không sử dụng động vật, có sự tương đồng về mặt mô học với mô da tự nhiên. Da nhân tạo có thể mô phỏng da người thực, trên đó các sản phẩm mỹ phẩm có thể được thử nghiệm. Ví dụ, chiếu tia UV lên EpiSkin có thể khiến nó giống với làn da lão hóa, và việc bổ sung tế bào melanocyte sẽ làm da trở nên sẫm màu hơn. Điều này giúp tạo ra một phổ màu da khác nhau, sau đó được sử dụng để so sánh kết quả của kem chống nắng trên các loại da khác nhau. Để giải quyết các vấn đề tiềm năng liên quan đến các bộ phận khác của cơ thể người, các công ty nghiên cứu như NOTOX đã phát triển mô hình gan nhân tạo, cơ quan chính chịu trách nhiệm giải độc cơ thể, để kiểm tra các thành phần và hóa chất độc hại, xem liệu gan có thể giải độc các yếu tố đó hay không.
Mô nuôi cấy trong phòng thí nghiệm hiện đang được sử dụng để thử nghiệm các hóa chất trong các sản phẩm trang điểm. MatTek là một trong những công ty thực hiện việc này. Họ bán một lượng nhỏ tế bào da cho các công ty để thử nghiệm sản phẩm trên đó. Một số công ty này sản xuất bột giặt, mỹ phẩm, chất tẩy bồn cầu, kem chống lão hóa và kem nhuộm da. Nếu không có những mô này, các công ty sẽ phải thử nghiệm sản phẩm của họ trên động vật sống. Mô nuôi cấy trong phòng thí nghiệm là một giải pháp thay thế tuyệt vời cho việc thử nghiệm các sản phẩm độc hại trên động vật. Một phòng thí nghiệm đã có thể nuôi cấy được 11 loại mô khác nhau trong đĩa petri. Tuy nhiên, nhược điểm là các mô này không hoàn toàn hoạt động độc lập; thực tế, nhiều mô trong số đó chỉ giống với các phần rất nhỏ của một cơ quan thực sự và phần lớn đều quá nhỏ để cấy ghép vào con người. Công nghệ này có tiềm năng lớn, nhưng nhược điểm đáng kể là "các dạ dày mini" mất khoảng chín tuần để phát triển trong đĩa petri chỉ hình thành các cấu trúc "hình bầu dục, rỗng".

## Lịch sử
Các thử nghiệm trên động vật đầu tiên được biết đến đã được thực hiện sớm nhất vào khoảng năm 300 TCN. "Các tài liệu của các nền văn minh cổ đại đều ghi nhận việc sử dụng động vật trong thí nghiệm. Những nền văn minh này, được dẫn dắt bởi những người như Aristotle và Erasistratus, đã sử dụng động vật sống để thử nghiệm các thủ thuật y học khác nhau".Việc thử nghiệm này rất quan trọng vì nó dẫn đến những khám phá mới như cách máu lưu thông và sự thật rằng các sinh vật sống cần không khí để tồn tại. Ý tưởng lấy một loài động vật và so sánh nó với cách con người sinh tồn là một ý tưởng hoàn toàn mới. Nó sẽ không tồn tại (hoặc ít nhất không phát triển nhanh như đã từng) nếu tổ tiên chúng ta không nghiên cứu động vật và cách cơ thể của chúng hoạt động. 
"Chứng minh thuyết vi trùng gây bệnh là thành tựu vĩ đại nhất của nhà khoa học người Pháp Louis Pasteur. Ông không phải là người đầu tiên đề xuất rằng bệnh tật do các vi sinh vật gây ra, nhưng quan điểm này trong thế kỷ 19 vẫn còn gây tranh cãi và đối lập với thuyết 'sinh sản tự nhiên' được chấp nhận lúc bấy giờ". Ý tưởng về vi trùng và các vi sinh vật là một ý tưởng hoàn toàn mới và sẽ không thể xuất hiện nếu không sử dụng động vật. Năm 1665, các nhà khoa học Robert Hooke và Antoni van Leeuwenhoek đã khám phá và nghiên cứu cách vi trùng hoạt động. Họ xuất bản một cuốn sách về khám phá này, nhưng ban đầu không được nhiều người, kể cả cộng đồng khoa học, chấp nhận. Sau một thời gian, các nhà khoa học đã có thể lây bệnh cho động vật từ vi khuẩn và nhận ra rằng vi khuẩn thực sự tồn tại. Từ đó, họ sử dụng động vật để hiểu cách thức hoạt động của bệnh và những ảnh hưởng tiềm tàng mà nó có thể gây ra cho cơ thể con người.
Tất cả điều này đã dẫn đến một vấn đề gần đây hơn: việc sử dụng động vật để thử nghiệm các sản phẩm làm đẹp. Đây đã trở thành một chủ đề gây tranh cãi lớn trong những năm gần đây. Nhiều người cực kỳ phản đối việc sử dụng động vật cho mục đích này, và điều đó có lý do chính đáng. "Thông thường, các thử nghiệm mỹ phẩm trên động vật bao gồm các bài kiểm tra kích ứng da và mắt, trong đó hóa chất được thoa lên vùng da đã cạo lông hoặc nhỏ vào mắt thỏ; các nghiên cứu ép động vật ăn hóa chất liên tục trong nhiều tuần hoặc nhiều tháng để kiểm tra các dấu hiệu bệnh tật chung hoặc các nguy cơ sức khỏe cụ thể, chẳng hạn như ung thư hoặc dị tật bẩm sinh; và thậm chí cả các thử nghiệm 'liều lượng gây chết' bị lên án rộng rãi, trong đó động vật buộc phải nuốt một lượng lớn hóa chất thử nghiệm để xác định liều lượng gây tử vong". Loại thử nghiệm này có thể rất quan trọng trong việc tìm ra thông tin cần thiết về sản phẩm, nhưng cũng có thể gây hại cho các động vật được thử nghiệm.
Năm 1937, một sai lầm đã xảy ra và dẫn đến sự thay đổi lớn trong ngành công nghiệp dược phẩm. Một công ty đã tạo ra một loại thuốc (elixir sulfanilamide) "để điều trị nhiễm khuẩn liên cầu khuẩn", và không hề có bất kỳ nghiên cứu khoa học nào, loại thuốc này đã được bày bán trên các kệ hàng.. Loại thuốc này hóa ra cực kỳ độc hại đối với con người, dẫn đến các đợt ngộ độc hàng loạt và hơn 100 ca tử vong.. Dịch bệnh này đã dẫn đến việc thông qua một đạo luật vào năm 1938, gọi là Đạo luật Thực phẩm, Dược phẩm và Mỹ phẩm Liên bang Hoa Kỳ, nhằm áp đặt các hướng dẫn nghiêm ngặt hơn đối với các sản phẩm mỹ phẩm.. Sau khi đạo luật này được thông qua, các công ty bắt đầu sử dụng động vật để thử nghiệm sản phẩm của mình, từ đó tạo ra những thử nghiệm mỹ phẩm trên động vật đầu tiên.

## Các tổ chức phi lợi nhuận
- Cruelty Free International: Cruelty Free International và các đối tác của mình quản lý việc chứng nhận cho tất cả các công ty trên toàn thế giới muốn đạt tiêu chuẩn không thử nghiệm trên động vật. Các công ty sản xuất sản phẩm làm đẹp và gia dụng không thử nghiệm sản phẩm của mình trên động vật ở bất kỳ thị trường nào có thể yêu cầu tham gia Chương trình Leaping Bunny. Điều này cho phép công ty đó sử dụng logo Leaping Bunny của Cruelty Free International trên sản phẩm của mình. Chương trình này đặt ra tiêu chuẩn toàn cầu về hoạt động và kinh doanh. Các công ty có trụ sở quốc tế có thể đạt chứng nhận từ Cruelty Free International.[19]Các công ty có trụ sở tại Hoa Kỳ và Canada có thể nhận chứng nhận từ Liên minh Thông tin Người tiêu dùng về Mỹ phẩm (CCIC).[20]Vào năm 2013, hơn 500 công ty đã được chứng nhận.[21]Tuy nhiên, chứng nhận của một số công ty đã bị thu hồi sau khi phát hiện họ vẫn tiếp tục thử nghiệm trên động vật ở châu Á.[22]

- Tổ chức Humane Society International: Đây là một tổ chức bảo vệ động vật toàn cầu, làm việc để giúp đỡ tất cả các loài động vật, bao gồm cả động vật trong các phòng thí nghiệm.[23]Tổ chức này thúc đẩy sự tương tác giữa con người và động vật nhằm giải quyết sự tồn tại của tất cả các hành vi tàn ác mà các động vật vô tội phải chịu đựng.

- PETA: PETA chứng nhận các sản phẩm mỹ phẩm và làm đẹp là không thử nghiệm trên động vật, hoặc là "không tàn ác" (không thử nghiệm trên động vật và cũng thuần chay).[24]

## Quy trình thử nghiệm trên động vật
Có một chiến lược được sử dụng trong các phòng thí nghiệm thử nghiệm trên động vật có tên gọi "Ba R": Giảm thiểu, tinh chỉnh và thay thế" (Doke, "Alternatives to Animal Testing: A Review").
- Thay thế (Replacement): Điều này cung cấp cơ hội để nghiên cứu phản ứng của các mô hình tế bào, nhưng nói cách khác, thay thế tìm kiếm các phương pháp thay thế có thể thực hiện được thay vì thử nghiệm trên động vật.[cần dẫn nguồn]

- Giảm thiểu (Reduction): Phương pháp này dựa trên đạo đức nhằm giảm số lượng động vật được thử nghiệm tối thiểu cho các thử nghiệm hiện tại và sau này.

- Tinh chỉnh (Refinement): Phương pháp này đề xuất rằng sự lo âu và đau đớn gây ra cho động vật trong quá trình thử nghiệm phải ít nhất có thể. Phương pháp này tập trung vào việc tạo ra một môi trường sống cho động vật trước khi vào khu vực thử nghiệm để kéo dài tuổi thọ của động vật trong phòng thí nghiệm. Sự khó chịu ở động vật gây ra sự mất cân bằng hormone, điều này tạo ra những kết quả dao động trong quá trình thử nghiệm.

## Yêu cầu pháp lý và tình trạng
Do sự phản đối mạnh mẽ của công chúng đối với việc thử nghiệm mỹ phẩm trên động vật, hầu hết các nhà sản xuất mỹ phẩm đều tuyên bố sản phẩm của họ không được thử nghiệm trên động vật. Tuy nhiên, họ vẫn phải tuân thủ các tiêu chuẩn thương mại và luật bảo vệ người tiêu dùng ở hầu hết các quốc gia để chứng minh sản phẩm của họ không độc hại và không nguy hiểm đối với sức khỏe cộng đồng. Họ cũng cần phải chứng minh rằng các thành phần không nguy hiểm khi sử dụng với số lượng lớn, như trong quá trình vận chuyển hoặc tại nhà máy sản xuất. Ở một số quốc gia, có thể đáp ứng các yêu cầu này mà không cần thử nghiệm thêm trên động vật. Các quốc gia khác có thể yêu cầu thử nghiệm trên động vật để đáp ứng các yêu cầu pháp lý. Hoa Kỳ và Nhật Bản thường xuyên bị chỉ trích vì sự kiên quyết trong việc áp dụng các biện pháp an toàn nghiêm ngặt, điều này thường yêu cầu thử nghiệm trên động vật.
Một số nhà bán lẻ tạo sự khác biệt trong thị trường bằng lập trường của họ đối với việc thử nghiệm trên động vật.

### Yêu cầu pháp lý tại Nhật Bản
Mặc dù luật pháp Nhật Bản không yêu cầu các sản phẩm mỹ phẩm không có dược phẩm phải thử nghiệm trên động vật, nhưng cũng không cấm điều này, mà để các công ty tự quyết định.Việc thử nghiệm trên động vật là bắt buộc khi sản phẩm chứa màu tar mới phát triển, các thành phần bảo vệ chống tia cực tím hoặc chất bảo quản, và khi lượng của bất kỳ thành phần nào bị quy định về mức độ có thể thêm vào bị tăng lên.
Các thương hiệu Nhật Bản như Shiseido và Mandom đã chấm dứt phần lớn, nhưng không phải tất cả, việc thử nghiệm trên động vật. Tuy nhiên, hầu hết các công ty mỹ phẩm hàng đầu khác ở Nhật Bản vẫn thử nghiệm trên động vật.

### Các khu vực pháp lý có lệnh cấm

#### São Paulo, Brazil
São Paulo ở Brazil đã cấm thử nghiệm mỹ phẩm trên động vật vào năm 2014.

#### Canada
Vào tháng 6 năm 2023, Chính phủ Canada đã cấm việc thử nghiệm mỹ phẩm trên động vật và việc bán các sản phẩm mỹ phẩm đã được thử nghiệm trên động vật. Các sửa đổi đối với Đạo luật Thực phẩm và Dược phẩm để chấm dứt thử nghiệm mỹ phẩm trên động vật thông qua Dự luật C-47, Đạo luật Thi hành Ngân sách 2023, Số 1, đã có hiệu lực từ ngày 22 tháng 12 năm 2023.

#### Colombia
Vào tháng 6 năm 2020, Thượng viện Cộng hòa Colombia đã thông qua một nghị quyết cấm việc thương mại hóa và thử nghiệm mỹ phẩm trên động vật.Vào tháng 8 năm 2020, nghị quyết đã được Tổng thống phê duyệt, qua đó chính thức cấm thử nghiệm mỹ phẩm trên động vật tại Colombia.

#### Liên minh Châu Âu
Liên minh Châu Âu (EU) đã theo bước, sau khi đồng ý thực hiện lệnh cấm gần như hoàn toàn việc bán mỹ phẩm thử nghiệm trên động vật trên toàn EU từ năm 2009, và cấm thử nghiệm động vật liên quan đến mỹ phẩm.Việc thử nghiệm trên động vật được quy định trong Quy định EC 1223/2009 về mỹ phẩm. Các thành phần mỹ phẩm nhập khẩu đã được thử nghiệm trên động vật đã bị loại bỏ khỏi thị trường tiêu dùng EU vào năm 2013 theo lệnh cấm,nhưng vẫn có thể được bán ra ngoài EU.Na Uy đã cấm thử nghiệm mỹ phẩm trên động vật cùng thời điểm với EU.Vào tháng 5 năm 2018, Nghị viện Châu Âu đã bỏ phiếu ủng hộ việc EU và các quốc gia thành viên làm việc hướng tới một công ước của Liên Hợp Quốc chống lại việc sử dụng thử nghiệm động vật cho mỹ phẩm.

#### Hiệp hội Thương mại Tự do Châu Âu
Bốn quốc gia EFTA không thuộc EU, tức là Na Uy, Liechtenstein, Thụy Sĩ và Iceland, cũng đã cấm thử nghiệm mỹ phẩm trên động vật.

#### Guatemala
Vào năm 2017, Guatemala đã cấm thử nghiệm mỹ phẩm trên động vật.

#### Ấn Độ
Vào đầu năm 2014, Ấn Độ đã công bố lệnh cấm thử nghiệm mỹ phẩm trên động vật trong nước, trở thành quốc gia thứ hai ở châu Á làm điều này.Sau đó, Ấn Độ đã cấm nhập khẩu mỹ phẩm thử nghiệm trên động vật vào tháng 11 năm 2014.

#### Israel
Israel đã cấm "việc nhập khẩu và tiếp thị mỹ phẩm, sản phẩm chăm sóc cá nhân hoặc chất tẩy rửa đã được thử nghiệm trên động vật" vào năm 2013.

#### New Zealand
Vào năm 2015, New Zealand cũng đã cấm thử nghiệm trên động vật.Tuy nhiên, lệnh cấm thử nghiệm mỹ phẩm trên động vật khó có thể dẫn đến việc các sản phẩm bị gỡ bỏ khỏi kệ hàng ở New Zealand, vì khoảng 90% sản phẩm mỹ phẩm được bán tại New Zealand là sản phẩm nhập khẩu.

#### Đài Loan
Vào năm 2015, Đài Loan đã đề xuất một dự luật cấm thử nghiệm mỹ phẩm trên động vật.Dự luật này đã được thông qua vào năm 2016 và có hiệu lực vào năm 2019.Ngay trước khi lệnh cấm có hiệu lực vào ngày 9 tháng 11 năm 2019, người ta nhận thấy rằng hầu hết các công ty mỹ phẩm ở Đài Loan đã không thử nghiệm trên động vật.

#### Thổ Nhĩ Kỳ
Thổ Nhĩ Kỳ "cấm thử nghiệm trên động vật đối với các sản phẩm mỹ phẩm đã được đưa ra thị trường."

#### Vương quốc Anh
Việc thử nghiệm trên động vật đối với mỹ phẩm hoặc các thành phần của chúng đã bị cấm ở Vương quốc Anh vào năm 1998.

### Các khu vực pháp lý nơi lệnh cấm được xem xét

#### Hiệp hội các Quốc gia Đông Nam Á
Hiệp hội các Quốc gia Đông Nam Á (ASEAN) đang "tiến gần đến việc chấm dứt thử nghiệm mỹ phẩm trên động vật."

#### Úc
Tại Úc, Dự luật Chấm dứt Mỹ phẩm Tàn ác (End Cruel Cosmetics Bill) đã được đưa ra Quốc hội vào tháng 3 năm 2014, nhằm cấm thử nghiệm trong nước, điều mà thường không xảy ra ở đây, và cấm nhập khẩu mỹ phẩm đã được thử nghiệm trên động vật.Vào năm 2016, một dự luật đã được thông qua để cấm việc bán mỹ phẩm đã thử nghiệm trên động vật, và lệnh cấm này có hiệu lực vào tháng 7 năm 2017.

#### Hoa Kỳ
Vào tháng 3 năm 2014, Dự luật Mỹ phẩm Nhân đạo (Humane Cosmetics Act) đã được đưa ra Quốc hội Hoa Kỳ. Dự luật này sẽ cấm thử nghiệm mỹ phẩm trên động vật và cuối cùng sẽ cấm việc bán mỹ phẩm đã được thử nghiệm trên động vật.Dự luật này đã không được tiến hành.
Các dự luật tương tự đã được đưa ra và thông qua ở cấp tiểu bang, và tính đến năm 2023, việc thử nghiệm mỹ phẩm trên động vật đã bị cấm ở mười tiểu bang của Hoa Kỳ: California, Nevada, Illinois, Hawaii, Maryland, Maine, New Jersey, Virginia, Louisiana và New York.

#### Mexico
Vào ngày 19 tháng 3 năm 2020, Thượng viện Mexico đã thông qua luật cấm thử nghiệm mỹ phẩm trên động vật với sự nhất trí cao. Lệnh cấm được đề xuất hiện đang chờ phê duyệt từ hạ viện của Quốc hội Mexico, tức là Hạ viện Mexico.

#### Hàn Quốc
Hàn Quốc cũng đang "tiến gần đến việc chấm dứt thử nghiệm mỹ phẩm trên động vật."

### Các quốc gia khác

#### Trung Quốc
Trung Quốc đã thông qua một đạo luật vào ngày 30 tháng 6 năm 2014 để loại bỏ yêu cầu thử nghiệm mỹ phẩm trên động vật. Mặc dù các sản phẩm mỹ phẩm thông thường sản xuất trong nước không yêu cầu thử nghiệm, nhưng việc thử nghiệm trên động vật vẫn được yêu cầu theo luật đối với các sản phẩm "cosmeceuticals" (mỹ phẩm có công dụng chức năng) được sản xuất tại Trung Quốc và bán ở Trung Quốc. Các sản phẩm mỹ phẩm chỉ dành cho xuất khẩu được miễn yêu cầu thử nghiệm trên động vật.Tính đến tháng 3 năm 2019, việc thử nghiệm sau khi sản phẩm ra thị trường (tức là thử nghiệm trên mỹ phẩm sau khi đã được bán) đối với các sản phẩm mỹ phẩm hoàn chỉnh nhập khẩu và sản xuất trong nước sẽ không còn yêu cầu thử nghiệm trên động vật.Vào tháng 4 năm 2020, luật pháp Trung Quốc đã được sửa đổi thêm, hoàn toàn loại bỏ tất cả các yêu cầu bắt buộc thử nghiệm trên động vật đối với tất cả mỹ phẩm - cả sản phẩm sản xuất trong nước và nhập khẩu, thay vào đó là tạo ra một "ưu tiên" quy định cho các phương pháp thử nghiệm không sử dụng động vật trong việc cấp chứng nhận an toàn cho các sản phẩm mỹ phẩm.

#### Nga
Vào năm 2013, Bộ Y tế Nga đã tuyên bố: "Thử nghiệm độc tính được thực hiện bằng cách thử nghiệm phản ứng dị ứng trên da hoặc thử nghiệm trên mô niêm mạc/vùng mắt (sử dụng động vật thí nghiệm) hoặc bằng cách sử dụng các phương pháp độc tính thay thế (IN VITRO). Theo cách này, các quy định kỹ thuật bao gồm các biện pháp cung cấp sự thay thế cho thử nghiệm trên động vật."